# Vacina contra o câncer
Uma vacina contra o câncer, ou oncovacina, é uma vacina que trata o câncer existente ou previne o desenvolvimento do câncer. As vacinas que tratam o câncer existente são conhecidas como vacinas terapêuticas contra o câncer ou vacinas de antígeno tumoral. Algumas das vacinas são "autólogas", sendo preparadas a partir de amostras retiradas do paciente, e são específicas para aquele paciente.
Alguns pesquisadores afirmam que as células cancerosas surgem rotineiramente e são destruídas pelo sistema imunológico (imunovigilância); e que os tumores se formam quando o sistema imunológico não consegue destruí-los.
Alguns tipos de câncer, como câncer cervical e câncer de fígado, são causados por vírus (oncovírus). As vacinas tradicionais contra esses vírus, como a vacina contra o HPV e a vacina contra a hepatite B, previnem esses tipos de câncer. Outros tipos de câncer são, em certa medida, causados por infecções bacterianas (por exemplo, câncer de estômago e Helicobacter pylori). As vacinas tradicionais contra bactérias causadoras de câncer (oncobactérias) não são discutidas mais detalhadamente neste artigo.

## Método
Uma abordagem para a vacinação contra o câncer consiste em separar proteínas das células cancerígenas e imunizar os pacientes contra essas proteínas como antígenos, na esperança de estimular o sistema imunológico a matar as células cancerígenas. Pesquisas sobre vacinas contra o câncer estão em andamento para o tratamento de cânceres de mama, pulmão, cólon, pele, rim, próstata e outros.
Outra abordagem é gerar uma resposta imune in situ no paciente usando vírus oncolíticos. Essa abordagem foi usada no medicamento talimogene laherparepvec, uma variante do vírus herpes simplex projetada para se replicar seletivamente no tecido tumoral e expressar a proteína imunoestimulatória GM-CSF. Isso aumenta a resposta imune antitumoral aos antígenos tumorais liberados após a lise viral, criando uma vacina específica para o paciente.

## Mecanismo de ação
As vacinas de antígeno tumoral funcionam da mesma forma que as vacinas virais, treinando o sistema imunológico para atacar células que contêm os antígenos na vacina. A diferença é que os antígenos para vacinas virais são derivados de vírus ou células infectadas com vírus, enquanto os antígenos para vacinas de antígeno tumoral são derivados de células cancerígenas. Uma vez que os antígenos tumorais são antígenos encontrados em células cancerígenas, mas não em células normais, as vacinações contendo antígenos tumorais devem treinar o sistema imunológico para atingir células cancerígenas, não células saudáveis. Os antígenos tumorais específicos do câncer incluem peptídeos de proteínas que não são normalmente encontradas em células normais, mas são ativados em células cancerígenas ou peptídeos contendo mutações específicas do câncer. As células apresentadoras de antígenos (CAAs), como as células dendríticas, absorvem antígenos da vacina, processam-nos em epítopos e apresentam os epítopos às células T por meio de proteínas do complexo principal de histocompatibilidade. Se as células T reconhecerem o epítopo como estranho, o sistema imunológico adaptativo é ativado e tem como alvo as células que expressam os antígenos.

## Prevenção vs. tratamento
As vacinas virais geralmente funcionam prevenindo a disseminação do vírus. Da mesma forma, as vacinas contra o câncer podem ser projetadas para atingir antígenos comuns antes que o câncer evolua, se um indivíduo tiver fatores de risco apropriados. Aplicações preventivas adicionais incluem impedir que o câncer evolua ainda mais ou sofra metástase e prevenir recidivas após a remissão. As vacinas terapêuticas se concentram em matar tumores existentes. Embora as vacinas contra o câncer tenham se demonstrado geralmente seguras, sua eficácia ainda precisa ser aprimorada. Uma maneira de potencialmente melhorar a terapia com vacinas é combinar a vacina com outros tipos de imunoterapia que visam estimular o sistema imunológico. Como os tumores frequentemente desenvolvem mecanismos para suprimir o sistema imunológico, o bloqueio do ponto de verificação imunológico recebeu recentemente muita atenção como um tratamento potencial a ser combinado com vacinas. Para vacinas terapêuticas, as terapias combinadas podem ser mais agressivas, mas maior cuidado para garantir a segurança de pacientes relativamente saudáveis é necessário para combinações que envolvam vacinas preventivas.

## Tipos
As vacinas contra o câncer podem ser baseadas em células, proteínas ou peptídeos, genes (DNA/RNA). ou organismos bacterianos ou virais vivos atenuados.
Vacinas baseadas em células incluem células tumorais ou lisados de células tumorais. Prevê-se que as células tumorais do paciente contenham o maior espectro de antígenos relevantes, mas essa abordagem é cara e frequentemente requer muitas células tumorais do paciente para ser eficaz. Usar uma combinação de linhagens de células cancerígenas estabelecidas que se assemelham ao tumor do paciente pode superar essas barreiras, mas essa abordagem ainda não foi eficaz. A Canvaxin, que incorpora três linhagens de células de melanoma, falhou nos ensaios clínicos de fase III. Outra estratégia de vacina baseada em células envolve células dendríticas autólogas (células dendríticas derivadas do paciente) às quais antígenos tumorais são adicionados. Nessa estratégia, as células dendríticas apresentadoras de antígenos estimulam diretamente as células T em vez de depender do processamento dos antígenos por APCs nativas após a administração da vacina. A vacina de células dendríticas mais conhecida é a Sipuleucel-T (Provenge), que só melhorou a sobrevivência em quatro meses. A eficácia das vacinas de células dendríticas pode ser limitada devido à dificuldade em fazer com que as células migrem para os gânglios linfáticos e interajam com as células T.
As vacinas baseadas em peptídeos geralmente consistem em epítopos específicos para câncer e frequentemente requerem um adjuvante (por exemplo, GM-CSF) para estimular o sistema imunológico e aumentar a antigenicidade. Exemplos desses epítopos incluem peptídeos Her2, como GP2 e NeuVax. No entanto, essa abordagem requer o perfil de MHC do paciente devido à restrição de MHC. A necessidade de seleção do perfil de MHC pode ser superada usando peptídeos mais longos ("peptídeos longos sintéticos") ou proteína purificada, que são então processados em epítopos por APCs.
As vacinas baseadas em genes são compostas pelo ácido nucleico (DNA/RNA) que codifica o gene. O gene é então expresso em APCs e o produto proteico resultante é processado em epítopos. A administração do gene é particularmente desafiadora para este tipo de vacina. Pelo menos um candidato a fármaco, mRNA-4157/V940, está investigando vacinas de mRNA recentemente desenvolvidas para uso nesta aplicação.
As cepas vivas atenuadas de Listeria monocytogenes sensíveis à ampicilina fazem parte da vacina CRS-207.

## Oncovacinas aprovadas
O Oncophage foi aprovado na Rússia em 2008 para câncer renal. É comercializado pela Antigenics Inc.
O CimaVax-EGF foi aprovado em Cuba em 2011. Semelhante ao Oncophage, ainda não foi aprovado para uso nos Estados Unidos, embora já esteja passando por ensaios de fase II para esse fim.
O Bacillus Calmette-Guérin (BCG) foi aprovado pelo FDA em 1990 como uma vacina para câncer de bexiga em estágio inicial. O BCG pode ser administrado por via intravesical (diretamente na bexiga) ou como adjuvante em outras vacinas contra o câncer.

## Características desejáveis
As vacinas contra o câncer buscam atingir um antígeno específico do tumor, diferentemente das autoproteínas. A seleção do adjuvante apropriado para ativar as células apresentadoras de antígenos e estimular as respostas imunes é necessária. Bacillus Calmette-Guérin, um sal à base de alumínio, e uma emulsão de esqualeno-óleo-água são aprovados para uso clínico. Uma vacina eficaz também deve estimular a memória imunológica de longo prazo para prevenir a recorrência do tumor. Alguns cientistas afirmam que tanto o sistema imunológico inato quanto o adaptativo devem ser ativados para atingir a eliminação total do tumor.

## Candidatos a antígenos
Os antígenos tumorais foram divididos em duas categorias: antígenos tumorais compartilhados; e antígenos tumorais únicos. Antígenos compartilhados são expressos por muitos tumores. Antígenos tumorais únicos resultam de mutações induzidas por carcinógenos físicos ou químicos; portanto, são expressos apenas por tumores individuais.
Em uma abordagem, as vacinas contêm células tumorais inteiras, embora essas vacinas tenham sido menos eficazes em induzir respostas imunes em modelos de câncer espontâneo. Antígenos tumorais definidos diminuem o risco de autoimunidade, mas como a resposta imune é direcionada a um único epítopo, os tumores podem escapar da destruição por meio da variância da perda de antígeno. Um processo denominado "disseminação de epítopos" ou "imunidade provocada" pode atenuar essa fraqueza, pois, às vezes, uma resposta imune a um único antígeno pode levar à imunidade contra outros antígenos no mesmo tumor.
Por exemplo, uma vez que a Hsp70 desempenha um papel importante na apresentação de antígenos de células destruídas, incluindo células cancerígenas, esta proteína pode ser usada como um adjuvante eficaz no desenvolvimento de vacinas antitumorais.